# شعبه المنزل (السياني)

تعديل مصدري - تعديل

شعبه المنزل محلة تابعة لقرية جزحان، التابعة لعزلة المجزع بمديرية السياني إحدى مديريات محافظة إب في الجمهورية اليمنية.، بلغ تعداد سكانها 42 حسب تعداد اليمن لعام 2004.